# Стронконе
Стронконе (итал. Stroncone) је насеље у Италији у округу Терни, региону Умбрија.
Према процени из 2011. у насељу је живело 2332 становника. Насеље се налази на надморској висини од 324 м.

## Становништво
Према резултатима пописа становништва 2011. у општини је живело 4.924 становника.
| 1931. | 1936. | 1951. | 1961. | 1971. | 1981. | 1991. | 2001. | 2011. |
| ----- | ----- | ----- | ----- | ----- | ----- | ----- | ----- | ----- |
| 4.326 | 4.377 | 4.793 | 4.143 | 3.824 | 4.096 | 4.252 | 4.414 | 4.924 |

## Партнерски градови
- Voves